# اوتو (آیووا)
اوتو (به انگلیسی: Otho) شهری در ایالت آیووا کشور ایالات متحده آمریکا است که جمعیت آن در سرشماری سال ۲۰۱۰ میلادی، ۵۴۲ نفر بوده‌است.